# Araneus vermimaculatus
Araneus vermimaculatus este o specie de păianjeni din genul Araneus, familia Araneidae, descrisă de Zhu și Wang, 1994. Conform Catalogue of Life specia Araneus vermimaculatus nu are subspecii cunoscute.